# Cryptophis incredibilis
Cryptophis incredibilis är en ormart som beskrevs av Wells och Wellington 1985. Cryptophis incredibilis ingår i släktet Cryptophis och familjen giftsnokar och underfamiljen havsormar. Inga underarter finns listade i Catalogue of Life.
Denna orm förekommer endemisk på Prince of Wales Island norr om Kap Yorkhalvön i Australien. Den lever i skogar med träd av eukalyptussläktet samt av släktet Melaleuca och i andra skogar och buskskogar. Äggen kläcks inuti honans kropp.
Ifall grisar flyttas till ön kommer de vara ett hot mot beståndet. Människor besöker ön sällan. IUCN listar arten som livskraftig (LC).